# Étienne Louis Geoffroy
Étienne Louis Geoffroy (Parijs, 12 oktober 1725 - Soissons, 12 augustus 1810) was een Frans apotheker en entomoloog. 
Geoffroy volgde de binomiale nomenclatuur van Linnaeus en wijdde zich vooral aan Coleoptera (kevers). Hij heeft vele soorten voor het eerst wetenschappelijk beschreven. Er zijn ook een aantal soorten naar hem vernoemd, zoals Felis geofroyii en Lutjanus geofroyius

## Werken
Geoffroy was de auteur van Histoire abrégée des Insectes qui se trouvent aux environs de Paris (1762) en schreef samen met Antoine François de Fourcroy het werk Entomologia Parisiensis, sive, Catalogus insectorum quae in agro Parisiensi reperiuntur (1785).
- Biblioteca Nacional de España: XX911454
- Bibliothèque nationale de France: cb12572653g (data)
- Catàleg d'autoritats de noms i títols de Catalunya: 981058519112906706
- Gemeinsame Normdatei: 102522073
- International Standard Name Identifier: 0000 0000 7690 2829
- Library of Congress Control Number: n88027092
- Nationale Bibliotheek van Tsjechië: mzk2009511612
- Nationale Bibliotheek van Israël: 987007261505405171
- Nederlandse Thesaurus van Auteursnamen: 128773170
- Istituto Centrale per il Catalogo Unico: UFIV079418
- LIBRIS: 267397
- SNAC: w6vh6k93
- Système universitaire de documentation: 035041862
- Virtual International Authority File: 98736257
- WorldCat: E39PBJxMfWkrKXWdcYJj7fhWDq